# Harry Davenport
Harry Davenport (Canton, Pennsylvania, 19 januari 1866 – Los Angeles, 9 augustus 1949) was een Amerikaans acteur.

## Levensloop en carrière
Davenport werd geboren als zoon van acteur Edward Loomis Davenport. Zijn zus was actrice Fanny Davenport. Op 5-jarige leeftijd maakte hij zijn acteerdebuut in het theater in het rollenspel Damon and Phythias. Davenport maakte zijn debuut op Broadway in 1894. Zijn filmcarrière begon in 1914. Zijn grootste successen boekte hij in de jaren dertig. Hij speelde mee in Oscar-winnende films zoals The Life of Emile Zola (1937), You Can't Take It with You (1938) en Gone with the Wind (1939). Andere grote filmrollen speelde hij in The Bride Came C.O.D. (1941), That Uncertain Feeling (1941), Kings Row (1942), Tales of Manhattan (1942) en aan het einde van zijn carrière That Lady in Ermine (1948) en Down to the Sea in Ships. Zijn laatste film was Riding High (release in 1950).
Davenport overleed in 1949 op 83-jarige leeftijd. Hij was tweemaal gehuwd, tussen 1893 en 1896 met actrice Alice Davenport (met wie hij een dochter had, de actrice Dorothy Davenport). In 1896 huwde hij met Broadwayactrice Phyllis Rankin, met wie hij samen bleef tot aan haar dood in 1934.